# Edward Wennerholm
Oscar Edward Wennerholm (Estocolm, 22 de gener de 1890 – Estocolm, 13 de març de 1943) va ser un gimnasta artístic suec que va competir a començaments del segle xx.
El 1912 va prendre part en els Jocs Olímpics d'Estocolm, on va guanyar la medalla d'or en el concurs per equips, sistema suec del programa de gimnàstica.